# Hyŏn Yŏng Ch’ŏl
Hyŏn Yŏng Ch’ŏl (kor. 현영철; ur. 11 stycznia 1949) – północnokoreański polityk i generał (kor. 대장) Koreańskiej Armii Ludowej. Ze względu na przynależność do najważniejszych gremiów politycznych i wojskowych Korei Północnej, uznawany był za członka ścisłej elity władzy KRLD.

## Kariera
Niewiele wiadomo na temat przebiegu kariery wojskowej i politycznej Hyŏn Yŏng Ch'ŏla przed 2006 rokiem. Jego awans w najważniejszych strukturach rządu i armii Korei Północnej należał do najszybszych w historii systemu politycznego KRLD. W 2006 prawdopodobnie został dowódcą 8 Korpusu KAL. W 2007 otrzymał stopień dwugwiazdkowego generała-porucznika (kor. 상장). 
Deputowany Najwyższego Zgromadzenia Ludowego KRLD, parlamentu KRLD XII kadencji (tj. od marca 2009 roku do marca 2014). Na mocy postanowień III Konferencji Partii Pracy Korei z 28 września 2010 roku został awansowany na czterogwiazdkowego generała (kor. 대장) oraz po raz pierwszy zasiadł w Komitecie Centralnym PPK.
18 lipca 2012 roku mianowany szefem Sztabu Generalnego Koreańskiej Armii Ludowej, w miejsce pozbawionego nagle wszystkich stanowisk państwowych wicemarszałka Ri Yŏng Ho. Wszedł wtedy także (od razu jako wiceprzewodniczący) do Centralnej Komisji Wojskowej KC, najważniejszego organu Partii Pracy Korei zajmującego się sprawami wojskowymi. Jednocześnie otrzymał w tym dniu awans na wicemarszałka KAL.
Najprawdopodobniej w październiku 2012 został zdegradowany do stopnia generała (kor. 대장). Na jego zdjęciach pochodzących IV Konferencji na temat Bezpieczeństwa Międzynarodowego w Moskwie, która odbyła się w dniach 16–17 kwietnia 2015, widziano go w mundurze generalskim.
Po śmierci Kim Dzong Ila w grudniu 2011 roku, Hyŏn Yŏng Ch’ŏl znalazł się na 77. miejscu w 233-osobowym Komitecie Żałobnym. Świadczyło to o formalnej i faktycznej przynależności Hyŏn Yŏng Ch'ŏla do grona kierownictwa polityczno-wojskowego Koreańskiej Republiki Ludowo-Demokratycznej. Według specjalistów, miejsca na listach tego typu określały rangę polityka w hierarchii aparatu władzy, jednak 77. miejsce Hyŏn Yŏng Ch'ŏla w świetle jego szybkiego awansu na szefa Sztabu Generalnego północnokoreańskiej armii w 2012 roku było wręcz nieadekwatne do jeszcze wyższej pozycji, którą zajmował w ostatnim okresie życia. Obejmując dowództwo w Sztabie Generalnym zastąpił wicemarszałka Ri Yŏng Ho, który w tym samym Komitecie Żałobnym zajmował 4. miejsce. 

### Doniesienia o śmierci
30 kwietnia 2015 roku według niepotwierdzonych doniesień medialnych, powołujących się na południowokoreański wywiad, Hyŏn Yŏng Ch’ŏl miałby zostać rozstrzelany za drzemkę, której dopuścił się podczas ważnego święta wojskowego z udziałem Kim Dzong Una. Jednakże, już dwa tygodnie później źródła południowokoreańskie i rosyjskie informowały o pojawieniu się rzekomo straconego generała w telewizji.

## Odznaczenia
- Order Kim Ir Sena[13].
- Order Kim Dzong Ila (2 lutego 2012).
- Order Flagi Narodowej I klasy (ośmiokrotnie)[13].
- Order Wolności i Niepodległości I klasy (dwukrotnie)[13].
- Order Pracy (dwukrotnie)[13].
- Order Flagi Narodowej II klasy (pięciokrotnie)[13].
- Order Wolności i Niepodległości II klasy[13].
- Order Flagi Narodowej III klasy (dwukrotnie)[13].
- Order Żołnierskiego Honoru II klasy[13].